# Lobiger
Lobiger is een geslacht van weekdieren uit de klasse van de Gastropoda (slakken).

## Soorten
- Lobiger nevilli Pilsbry, 1896
- Lobiger serradifalci (Calcara, 1840)
- Lobiger souverbii P. Fischer, 1857
- Lobiger viridis Pease, 1863